# کارول کالدول گریبنر
 کارول کالدول گریبنر (انگلیسی: Carole Caldwell Graebner؛ زاده ۲۴ ژوئن ۱۹۴۳ درگذشته ۱۹ نوامبر ۲۰۰۸) یک تنیس‌باز اهل ایالات متحده آمریکا بود.